# ۳۳۸ (میلادی)
۳۳۸ (میلادی) سیصد و سی و هشتمین سال تقویم میلادی است.

## درگذشتگان
‎